# Rue de Bellièvre
La rue de Bellièvre est une voie du 13e arrondissement de Paris, en France.

## Situation et accès
La rue de Bellièvre est une voie publique située dans le 13e arrondissement de Paris. Elle débute au 9, quai d'Austerlitz et se termine au 8, rue Edmond-Flamand.

## Origine du nom
Elle porte le nom de Pompone de Bellièvre (1606-1657), premier président au Parlement de Paris qui contribua à la fondation de l'Hôpital général, aujourd'hui hôpital de la Salpêtrière, tout proche de cette rue, d'où sans doute ce nom.

## Historique
Cette rue correspond à une partie d'un ancien chemin du village d'Austerlitz ouvert à la fin du XVIIIe siècle et dénommé anciennement « voie » ou « ruelle des Meuniers », qui a pris sa dénomination actuelle en 1819, a été alignée en 1847 et nivellée en 1873.
Une partie de la rue de Bellièvre a été supprimée lors de l'établissement du chemin de fer d'Orléans. Une autre partie, comprise entre le boulevard de la Gare et la rue Bruant, a été dénommée « rue de la Salpêtrière » le 1er février 1877.
La rue fait partie du secteur Austerlitz-Nord de la ZAC Paris Rive Gauche aménagé au début du XXIe siècle.